# Paola Muñoz
Paola Andrea Muñoz Grandón (født 13. april 1986) er en chilensk cykelrytter som konkurrerer i landevejscykling. Hun repræsenterede Chile under Sommer-OL 2012 i London, hvor hun ikke gennemførte landevejsløbet.